# ТЕЦ Палас
ТЕЦ Палас — теплоелектроцентраль у румунському портовому місті Констанца.
У 1970 та 1971 роках на майданчику станції, розташованому у індустріальній зоні на південь від Констанци, стали до ладу два розраховані на виробництво електроенергії та тепла блоки електричною потужністю по 50 МВт.
В 1979-му до них приєднався третій теплофікаційний енергоблок, який в режимі комбінованого виробництва електроенергії та тепла мав електричну потужність у 115 МВт, а при роботі виключно на виробництво електроенергії — 150 МВт. Котел третього блоку випустили на бухарестському заводі Vulcan за ліцензією німецької компанії Mannesmann Rohrbau. Він живив турбіну, виготовлену на заводі IMGB Romania. Котел блоку № 3 ніколи не зміг досягнути проектних параметрів, а сам блок відпрацював лише 12 % проектного строку та був остаточно зупинений у 1992 році.
Станом на середину 2010-х потужність ТЕЦ Палас рахувалась на рівні 85 МВт.
Станція розрахована на використання нафти, яка постачається на майданчик по двох трубопроводах довжиною по 2,5 км та діаметром по 219 мм, прокладеним від нафтового термінала.
Для видалення продуктів згоряння спорудили димар висотою 224 метри.
Видача продукції відбувається по ЛЕП, розрахованій на роботу під напругою 124 кВ.